# اورلینتسی
اورلینتسی (به بلغاری: Orlintsi) یک منطقهٔ مسکونی در بلغارستان است که در استان بورگاس واقع شده‌است.